# Hôtel Atlantis
Pour les articles homonymes, voir Atlantis.
L'Hôtel Atlantis ou Atlantis, the Palm est un hôtel-restaurant de la Palm Jumeirah à Dubaï, aux Émirats arabes unis. Il s'agit d'une collaboration entre Kerzner International Limited (aussi propriétaire du Sun City en Afrique du Sud) et Istithmar PSJC, il fut ouvert le 24 septembre 2008. Cet hôtel est inspiré de Atlantis Paradise Island à Nassau, aux Bahamas.

## Description

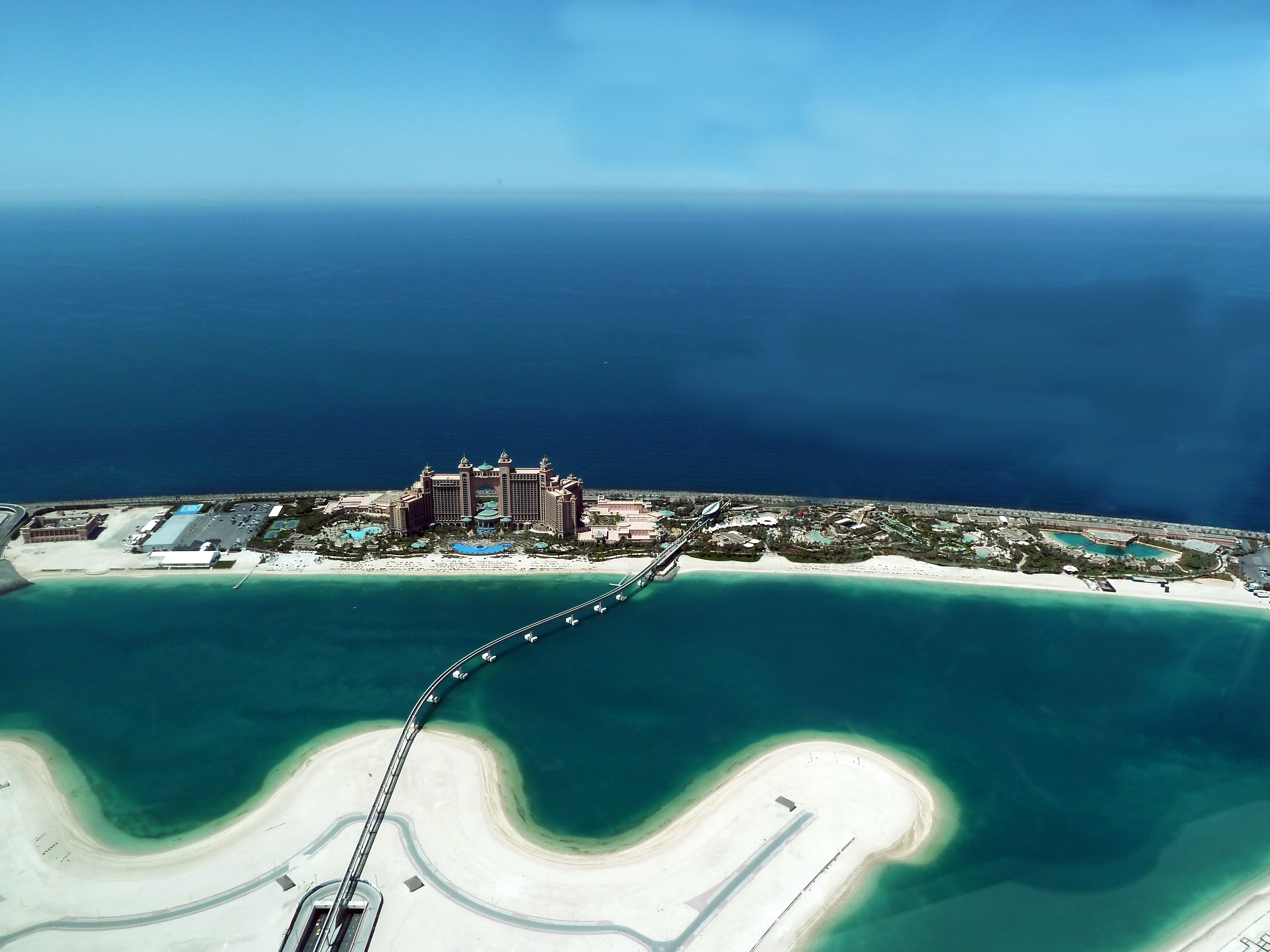
Hôtel Atlantis et l'archipel artificiel de Jumeirah

L'hôtel est situé sur l'archipel artificiel de Jumeirah et prétend représenter la cité perdue d'Atlantide. L'hôtel dispose de:
- 1.539 chambres
- 2 suites sous l'eau (Lost Chambers Suites)
- 21 aquariums, 250 espèces de poissons
- 17 restaurants et bars
- 1 parc aquatique (Aquaventure)
- 1 boîte de nuit
- 1 centre de soins
- 32 étages au centre et 27 sur les côtés

## Controverses
Sammy, une femelle requin-baleine, a séjourné dans l'aquarium de l'Hôtel Atlantis en 2008. Après quelques semaines de captivité, les pressions se sont multipliées pour libérer l'animal qui, selon les propriétaires de l'hôtel, avait été sauvé d'une mort certaine. Malgré une chaîne de solidarité et une injonction du gouvernement de Dubaï, le requin-baleine a été maintenu en captivité durant 18 mois. Il a finalement été relâché le 18 mars 2010.

## Hôtel Atlantis The Royal
En 2023 a été inauguré le complexe Atlantis The Royal également situé sur Palm Jumeirah. Il comprend un hôtel de 795 chambres et suites ainsi que 17 restaurants, un spa de 3 000 m2 et 90 piscines dont la plus spectaculaire est la Cloud 22 qui est situé au 22e étage et offre une vue sur l'archipel de Palm Jumeirah.
La plus grande suite est la Royal Mansion, une suite de quatre chambres sur deux niveaux pour une superficie de 1 100 mètres carrés. Elle est accessible par un ascenseur privé. Elle dispose de sa propre piscine à débordement, d'une terrasse  de 475 mètres carrés, des équipements de la maison Hermès, une bibliothèque, une salle de cinéma et trois espaces de restauration.
La suite est louée jusqu'à 100 000 dollars la nuit en haute saison. Il s'agit de la chambre d'hôtel la plus chère de Dubai.
Le 23 décembre 2022, le tabloïd britannique The Sun a révélé que Beyoncé donnait une performance d’une heure pour l'inauguration le 21 janvier 2023 pour plus de 24 millions de dollars ce qui en fait le concert le mieux payé de l’histoire pour un artiste individuel.
Le complexe est considéré comme le plus luxueux du Moyen-Orient surpassant même le Burj al-Arab